# Idaea virgularia
Idaea virgularia là một loài bướm đêm trong họ Geometridae.